# 1928 en science-fiction
| Années de la science-fiction : 1925 - 1926 - 1927 - 1928 - 1929 - 1930 - 1931    |
| Décennies de la science-fiction : 1890 - 1900 - 1910 - 1920 - 1930 - 1940 - 1950 |

L'année 1928 est marquée, en matière de science-fiction, par les événements suivants.

## Naissances et décès

### Naissances
- 6 mars : William F. Nolan, écrivain américain, mort en 2021.
- 8 juin : Kate Wilhelm, écrivain américaine, morte en 2018.
- 3 juillet : Georges-Jean Arnaud, écrivain français, mort en 2020.
- 16 juillet : Robert Sheckley, écrivain américain, mort en 2005.
- 28 juillet : Angélica Gorodischer, écrivain argentine, morte en 2022.
- 11 août : Alan E. Nourse, écrivain américain, mort en 1992.
- 16 décembre : Philip K. Dick, écrivain américain, mort en 1982.

## Événements
- Création du magazine Amazing Stories Quarterly, édité par Hugo Gernsback.

## Prix
Les prix littéraires de science-fiction actuellement connus n'existaient alors pas.

## Parutions littéraires

### Romans
- La Curée des astres par Edward Elmer Smith.
- L'Éther Alpha par Albert Bailly.
- L'Homme amphibie par Alexandre Beliaev.
- Un homme chez les microbes par Maurice Renard.
- Un voyage dans la Lune par Otto Willi Gail.
- Une femme dans la Lune par Thea von Harbou.

### Nouvelles
- Quand la Terre hurla par Arthur Conan Doyle.

## Sorties audiovisuelles

### Films
- Alraune par Henrik Galeen.